# 灵璧县渔沟中学
33°51′20″N 117°34′14″E / 33.8555°N 117.5705°E
灵璧县渔沟中学，是位於中國安徽省宿州市靈璧縣渔沟镇的一所中學，於1952年創立，是靈璧縣最早的完全農村中學，設有高中部和初中部。占地面积近120,000平方米，在校生6,400余人，教职工245人。

## 歷史
1952年8月，灵璧中学（今灵璧县第二中学）在渔沟开设灵璧中学渔沟分校，9月开学。:1341956年，渔沟分校独立为渔沟初级中学。1969年开办高中，成为完全中学。:1381978年8月，灵璧县革委会决定将渔沟中学列入县重点中学。:932004年6月被宿州市教育局批准为宿州市示范高中。2008年8月，斥資90万元的宿舍危房改造工程竣工。

## 事件

### 灵璧渔沟中学事件
2022年4月1日，安徽省靈璧縣公安局通報，在此校發生一起學生打架鬥毆事件。有一名學生後經醫務人員到場之後搶救無效死亡，因為此事件漁溝中學有關校務人員已被停職，此次事件還造成了安徽省公安廳派專家組進駐靈璧縣指導案件偵查工作。